# Folytassa, Henry!
Folytassa, Henry!, későbbi alternatív címén Folytassa, Henrik!, eredeti angol címén Carry On Henry vagy Carry On Henry VIII, 1971-ben bemutatott brit (angol) filmvígjáték, történelmi paródia, a Gerald Thomas által rendezett Folytassa… filmsorozat 21. darabja. Főszereplői a sorozat rendszeres sztárjai, Sidney James, Kenneth Williams, Charles Hawtrey, Joan Sims, Barbara Windsor, Terry Scott és Kenneth Connor. Kenneth Williams és Kenneth Connor hét év szünet után itt játszott ismét együtt az 1964-es Folytassa, Kleo! óta. A film további címváltozata: Folytassa Henry – avagy ne veszítsd el a fejed (Carry On Henry – or Mind My Chopper).
A film Charles Jarrott angol rendező 1970-ben bemutatott, Oscar-díjas történelmi filmdrámájának, a Richard Burton és Geneviève Bujold főszereplésével készült Anna ezer napjának (Anne of the Thousand Days) paródiája. Egyik első alternatív címe Anne of a Thousand Lays lett volna, de ezt ejtették. A paródia főszereplői az eredeti Anna-film jelmezeit viselik.

## Cselekmény
„Sokáig úgy vélték, csak Cromwell találta ki, hogy VIII. Henriknek volt még két felesége. Azonban előkerült William Cobbler kézirata, amely e feltevést minden kétséget kizáróan bizonyítja. A film eme nemrég megtalált kéziraton alapul.”
VIII. Henrik király (Sidney James) alig tudja kivárni, hogy előző feleségének (Patsy Rowlands) feje a porba hulljon, máris rohan az oltárhoz feleségül venni Normandiai Marie-t (Joan Sims), I. Ferenc francia király unokanővérét (vagy unokahúgát, szinkrontól függően). A házasságot Thomas Cromwell kancellár, főpecsétőr, főminiszter (Kenneth Williams) és a buzgó Thomas Wolsey bíboros, lordkancellár, York érseke (Terry Scott) hozták tető alá, francia–angol politikai szövetséget remélve. A nászéjszaka előtt Sir Roger de Lodgerley kamarás (Charles Hawtrey) szerelmi jótanácsokkal készíti fel a királynét, de Marie biztosítja, hogy „igen jól feküdt” a francia udvarnál. Ősi normandiai szokás szerint Marie fokhagymát eszik, ami fokozza a szexuális étvágyat, és „szaga távol tartja a németeket”. Sajnos, a szag távol tartja a királyt is, aki elmenekül Marie közeléből. Wolsey megkísérli lebeszélni a királynét a fokhagymaevésről, de ő megmakacsolja magát. A király Cromwellt és Wolsey-t teszi felelőssé a helyzetért, és utasítja őket: fővesztés terhe mellett azonnal szabadítsák meg a királynétól.
A szexre éhező Henrik vadászni indul, valami „harapnivalóra”. Sir Roger de Lodgerley bemegy a királynéhoz, és mint királyi főkóstolómester, megteszi, ami a király dolga lett volna. A vadászkompánia sikeresen felhajt Henriknek egy parasztlányt, akit a király rangrejtve egy pajtában magáévá akar tenni, de a lány apja vasvillával rájuk tör és a trágyadombba buktatja az úri vadászt. A palotában a vacsorát senki sem tudja megenni, mert a szakács a királyné utasítására mindent fokhagymával készített. Henrik követeli Marie szélnek eresztését vagy kivégzését, de Cromwell és Wolsey nem mernek ujjat húzni a francia király hatalmával. „Kapcsolatépítést” azaz szeretőt javasolnak Henriknek, aki ezt felháborodva elutasítja, az ősi családi címer jelmondatára mutatva: „Non crapito suum januum”, azaz „Ne köpj saját küszöbödre”. (szinkrontól függően félrefordítva: „saját levesedbe”). Mivel a házasság felbontásának egyetlen esélye, ha nem hálják el, Henrikkel egyetértésben tervet kovácsolnak, hogyan tarthatnák távol őfelségét a veszedelmes hitvesi hálószobától. 
Megbízzák Lord Hampton of Wicket (Kenneth Connor), hogy látszólag rabolja el a királyt a hálószobából és vigye biztos helyre, távol a királynétól. Lord Hampton of Wick azonban valóban Henrik király megdöntését tervezi bűntársaival, köztük Guy Fawkesszal együtt. Gyűléseiket gobelin-hímző szakkörnek álcázzák. Cromwell titokban megegyezik Hamptonnal, hogy eltávolítja a testőrséget, és a megrendezett emberrablás során a királyt akár „baleset” is érhetné. Az összeesküvők betörnek a hálószobába, Henrik készségesen velük menne, de a szerelmes Marie királyné egy tepsivel elűzi őket. Henrik kihasználja az esélyt és elmenekül Marie közeléből. A magára maradt királynét ismét Sir Roger de Lodgerley vigasztalja.
Wolsey fogadja a Vatikán küldöttét, Pisa grófját (Conte di Pisa, némely szinkronban „herceg”). Pisa tolmácsolja a pápa mélységes erkölcsi felháborodását a királyi frigy felbontásának kérelme miatt, és azt is, hogy 5000 arany lefizetése fejében megfontolás tárgyává tenné a kérést. Wolsey közli Cromwellel, hogy a válás elintézéséért a Vatikán 10 000 aranyat kér. Cromwell a királytól 20 000 aranyat kér, Henrik ennyit nem tud felhajtani, Cromwell rögtön kitalálja az „SZÉA”-t, a „Szex Élvezeti Adót”, amit hetenkénti bevallás alapján vetne ki.
A frusztrált királyné emlékezteti Cromwellt első szerelmes légyottjukra a Hampton Court-i labirintusban, de a király rájuk nyit, mire Marie elájul. Henrik mérgelődik: „Mikor végre elhatározom, hogy kivégeztetem, mindig így reagál.” Az orvos megállapítja, a királyné várandós. Cromwell máris új tervvel áll elő: a királyné hűtlensége miatt kell kimondani a válást. A királynét és Sir Roger de Lodgerley-t a Towerbe viszik. Marie-t a „pokoli toronyba” zárják, Sir Rogertől a kínzókamrában igyekeznek a királyné elleni vallomást kicsikarni. Marie ráveszi Wolsey bíborost, vigyen segélykérő levelet unokafivérének, a francia királynak. A szigorú biztonsági intézkedések miatt Wolsey csak az anusában tudja kicsempészni a tekintélyes méretű papírtekercset.
A nyújtó megtörte Sir Roger ellenállását, a két méternél immár magasabb lovag aláírja a terhelő vallomást. Közben megérkezik a francia király követe, Poncenay hercege, gratulál a születendő trónörököshöz, 50 000 aranyat hoz ajándékba, de látnia kell a királynét. Ezért az összegért Henrik kihozatja Marie-t a Towerből, sajátjának mondja a gyereket, hűséget ígér Marie-na. Sir Rogert ismét kínpadra vonják, hogy visszavonja vallomását. Az udvari bálon azonban Henrik meglátja Sir Charles-t, Bristol hercegét (Peter Butterworth) és leányait. A butus-bögyös Bettinának (Barbara Windsor) rögtön udvarolni kezd, de ő csak akkor engedi magához, ha a király előbb feleségül veszi. Henrik dönt: mégis el akar válni a királynétól, a hűtlenségét bizonyítani kell. Sir Roger visszavont vallomását Henrik összetépi: mégis kell apasági nyilatkozat, a hűtlenség bizonyítására.
Marie királyné ismét a Towerbe kerül, Wolsey ezúttal csak szóbeli üzenetet visz a francia királynak. A király és Bettina tűkön ülve várják a hűtlenség bizonyítékát. Sir Roger kinőtte a nyújtót, a vasszűzbe teszik, két hét után szitává lyuggatva aláírja a vallomást. A felajzott király kijelenti: „elváltam!”, egyedül elhadarja az esküvőt és ágyba viszi Bettinát. Lord Hampton összeesküvői elindulnak, hogy a királynét kiszabadítsák a Towerból, a királyt lemondassák és Marie-t tegyék a helyére. Éjszaka megérkezik Ferenc francia király (Peter Gilmore), és azonnal látni akarja unokanővérét, akit gonosz pletykák szerint a Towerben tartanak fogva. A vele jött tekintélyes hadsereg láttán Henrik azonnal a Towerbe küldet Marie-ért. Az összeesküvők közben Guy Fawkes puskaporával felrobbantják a Towert, kiszabadítják a királynét és a palotába indulnak vele.
Henrik hálószobájában Ferenc király rátalál a butuska Bettinára, aki bizonygatja, hogy ő az igazi királyné, mert Marie-t a Towerbe zárták. Kitör a botrány, Ferenc háborúval fenyegetőzik. Hampton és az összeesküvők behozzák Marie-t és le akarják mondatni Henriket Marie javára. Henrik gyorsan lekenyerezi Hamptont, lovaggá üti, Berkshire hercegévé nevezi ki és magas évjáradékot is fizet neki. A „kilóra megvett” Hampton alázatosan kezet csókol a királynak. A cserben hagyott királynénak csak annyit mond: „Non fatum contra tornitrum”, azaz „széllel szemben nem lehet (sic!) zongorázni”. Cromwell hozza Sir Roger újabb beismerő vallomását a királyné hűtlenségéről. Henrik felháborodva összetépi és Cromwellt, mint árulót a Towerbe viteti. Hűséget fogad Marie-nak, gyermekét magáénak ismeri el és megígéri, hogy sok fokhagymát fog enni. A háború veszélye elhárult, Ferenc király elégedetten távozik. Biztos, ami biztos, Marie elküldi vele Bettina kisasszonyt is.
A trónörökös megszületik, Henrik boldog, de a szobából kilépve meglát egy új udvarhölgyet, Catherine Howardot. Siet a vesztőhelyre, ahol Cromwell és Wolsey lenyakazására készülnek. Kegyelmet ajánl nekik, ha elválasztják feleségétől. Mindketten nemet intenek, ebből elegük volt, a tőkére hajtják a fejüket, és utasítják a bakót, tegye a kötelességét…

## Szereposztás
| Szerep                        | Színész                         | Magyar hangja (1. szinkron)  | Magyar hangja (2. szinkron) | Magyar hangja (3. szinkron) |
| ----------------------------- | ------------------------------- | ---------------------------- | --------------------------- | --------------------------- |
| VIII. Henrik angol király     | Sidney „Sid” James              | Szatmári István              | Gruber Hugó                 | Sztankay István             |
| Thomas Cromwell főpecsétőr    | Kenneth Williams                | Tahi Tóth László             | Kárpáti Tibor               | Benedek Miklós              |
| Sir Roger de Lodgerley        | Charles Hawtrey                 | Gera Zoltán                  | Soós László                 | Tahi Tóth László            |
| Marie angol királynő          | Joan Sims                       | Hacser Józsa                 | Győry Franciska             | Pécsi Ildikó                |
| Wolsey bíboros, lordkancellár | Terry Scott                     | Szilágyi Tibor               | Beregi Péter                | Balázs Péter                |
| Bettina                       | Barbara Windsor                 | Schütz Ila                   | Papp Ági                    | Tóth Ildikó                 |
| Lord Hampton of Wick          | Kenneth Connor                  | Zenthe Ferenc                | Balázsi Gyula               | Szervét Tibor               |
| Sir Thomas                    | Julian Holloway                 | Koroknay Géza                | Balázsi Gyula               | Háda János                  |
| Ferenc francia király         | Peter Gilmore                   | Sztankay István              | Balázsi Gyula               | Kassai Károly               |
| Poncenay herceg               | Julian Orchard                  | Márton András                | Juhász Tóth Frigyes         | Kassai Károly               |
| Bidet (ejtsd [bidé])          | Gertan Klauber                  | Koroknay Géza                | Juhász Tóth Frigyes         | Várkonyi András             |
| Domo őrnagy                   | David Davenport                 | N/A                          | N/A                         | N/A                         |
| Testes lány a pajtában        | Margaret Nolan                  | Sáfár Anikó                  | Papp Ági                    | N/A                         |
| Dr. Findlay, udvari orvos     | William Mervyn                  | N/A                          | N/A                         | Gruber Hugó                 |
| Első összeesküvő              | Norman Chappell                 | N/A                          | N/A                         | N/A                         |
| Farmer, lányos apa            | Derek Francis                   | N/A                          | Juhász Tóth Frigyes         | N/A                         |
| Guy Fawkes                    | Bill Maynard                    | Kaló Flórián                 | N/A                         | Várkonyi András             |
| Második összeesküvő           | Douglas Ridley                  | N/A                          | N/A                         | N/A                         |
| Szakállas kínzó               | David Prowse                    | N/A                          | N/A                         | N/A                         |
| Catherine Howard              | Monika Dietrich                 | N/A                          | N/A                         | N/A                         |
| Felszolgálólány               | Marjie Lawrence                 | N/A                          | N/A                         | N/A                         |
| Királyné a vérpadon           | Patsy Rowlands                  | N/A                          | Papp Ági                    | N/A                         |
| Őr                            | Billy Cornelius                 | N/A                          | N/A                         | N/A                         |
| Philippo, Pisa grófja         | Alan Curtis                     | Velenczey István             | Juhász Tóth Frigyes         | Orosz István                |
| Kínzómester                   | Leon Greene                     | N/A                          | Balázsi Gyula               | N/A                         |
| A király szabója              | John Bluthal                    | Balázs Péter                 | Juhász Tóth Frigyes         | Háda János                  |
| Charles, Bristol grófja       | Peter Butterworth (kámeaszerep) | Makay Sándor                 | Juhász Tóth Frigyes         | Gruber Hugó                 |
| Továbbiak                     | N/A                             | Képessy József Verebély Iván | Juhász Tóth Frigyes         |                             |

## Zene
A főcímzene a közismert Greensleeves melódia feldolgozása, amelyet a legendák szerint maga VIII. Henrik írt volna, amikor még csak udvarolt leendő második feleségének Boleyn Annának. Az adaptációt Eric Rogers zeneszerző készítette és hangszerelte.

## A cselekmény viszonya a történelemhez
A vígjáték szabadon kezeli Anglia történelmének eseményeit és szereplőit. A kitalált krónikás, William Cobbler („Vilmos, a foltozóvarga”) és a légből kapott „két plusz királyné” mellett más ütközések is felfedezhetők:
- Thomas Wolsey bíboros, lordkancellár és Thomas Cromwell királyi titkár, főpecsétőr, főminiszter sosem dolgozott együtt. Wolsey 1529-ben kegyvesztettként távozott az udvartól, 1530-ban elhunyt, Cromwell éppen Wolsey bukása révén emelkedett fel, 1534-ben lett Henrik király főminisztere, 1540-ben végezték ki.
- Guy Fawkes és társai lőporos összeesküvését 1605-ben tervezték ill. hiúsították meg, csaknem hat évtizeddel 1547 – VIII. Henrik angol és I. Ferenc francia király halálának éve – után.

## További információ
- Folytassa, Henry! a PORT.hu-n (magyarul)
- Folytassa, Henry! az Internetes Szinkronadatbázisban (magyarul)
- Folytassa, Henry! az Internet Movie Database-ben (angolul)
- Folytassa, Henry! a Box Office Mojón (angolul)

- Robert Ross. The Carry On Companion. London: B.T. Batsford (2002). ISBN 0-7134-8771-2

- Carry On Henry Locations. The Whippit Inn (thewhippitinn.com). [2016. március 23-i dátummal az eredetiből archiválva]. (Hozzáférés: 2021. február 1.)

- Carry On Henry. 1971 (angol nyelven). Carry On Line (carryonline.com). (Hozzáférés: 2021. február 1.)[halott link]

- Carry On Henry. 1971 British comedy film (angol nyelven). British Comedy Guide (comedy.co.uk). (Hozzáférés: 2021. február 1.)

- Folytassa, Henry! (1971), film magyar szinkronnal. videa.hu. (Hozzáférés: 2021. február 1.)